# 兰斯拉布吕莱
兰斯拉布吕莱（法語：Reims-la-Brûlée，法語發音：[ʁɛ̃s la bʁyle]）是法国马恩省的一个市镇，位于该省东南部，属于维特里勒弗朗索瓦区。

## 地理
兰斯拉布吕莱（48°43'7"N, 4°40'8"E）面积6.51 平方千米，位于法国大東部大區马恩省，该省份为法国东北部内陆省份，北起阿登省，西北接埃纳省，西南接塞纳-马恩省，南至奥布省，东南接上马恩省，东临默兹省。
与兰斯拉布吕莱接壤的市镇（或旧市镇、城区）包括：法夫雷斯、吕克塞蒙和维洛特、马罗勒、普利尚库尔、沃克莱尔、佩尔图瓦地区维特里。

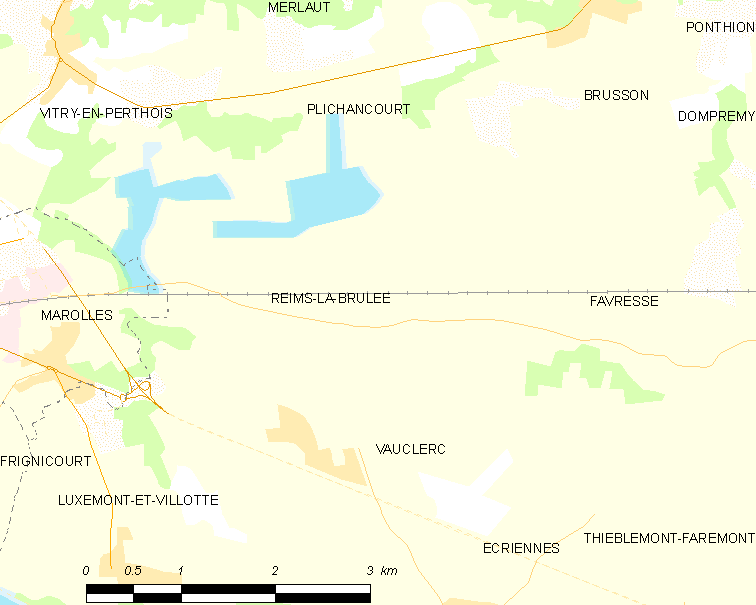
兰斯拉布吕莱的OSM定位图

兰斯拉布吕莱的时区为UTC+01:00、UTC+02:00（夏令时）。

## 行政
兰斯拉布吕莱的邮政编码为51300，INSEE市镇编码为51455。

## 政治
兰斯拉布吕莱所属的省级选区为塞迈兹莱班县。

## 人口

1962-2008年间兰斯拉布吕莱人口变化图示

兰斯拉布吕莱于2022年1月1日时的人口数量为217人。